# Reginald Bedford
Reginald Bedford (* 13. Dezember 1909 in London/Ontario; † 9. Dezember 1985 in Hamilton/Ontario) war ein kanadischer Pianist und Musikpädagoge.

## Leben
Bedford studierte in Saskatoon bei Lyell Gustin, in den USA bei Percy Grainger, Edwin Hughes, Alfred Madeley Richardson und Carl Friedberg und am Amerikanischen Konservatorium in Fontainebleau bei Robert Casadesus. 1938 debütierte er mit seiner späteren Ehefrau Evelyn Eby als Klavierduo in Chicago. Das Duo Bedford and Eby trat bis zu seinem letzten Recital 1979 im Duet Club of Hamilton u. a. mit dem Toronto Symphony Orchestra auf, hatte 1948–49 eine wöchentliche Sendung im Radioprogramm der CBC und war u. a. 1949 Gast in der Town Hall von New York und 1956 in der Londoner Wigmore Hall.
Von 1940 bis 1942 war Bedford Prüfer beim Western Board of Music. Danach leitete er die Klavierabteilung des Maritime Conservatory of Music in Halifax und war Organist an der All Saints Cathedral der Stadt. Von 1944 bis 1948 leitete er das Royal Hamilton College of Music und gründete dann mit Eby die Reginald Bedford Piano Studios in Hamilton. Außerdem unterrichtete er ab 1968 am Ontario Ladies’ College in Whitby und ab 1972 an der McMaster University. Zu seinen Schülern zählen Bob Hahn, Gordon Hancock, Elaine Keillor und Marjan Mozetich. 
In den 1930er Jahren war Bedford Präsident des Musical Art Club in Saskatoon, von 1957 bis 1959 der Ontario Registered Music Teachers Association (ORMTA) und von 1959 bis 1963 der Canadian Federation of Music Teachers Association. Die McMaster University vergibt bei einem Klavierwettbewerb für Studenten und künftige Studenten der Universität das Reginald Bedford Piano Scholarship.